# Alexander van Palts-Zweibrücken
Alexander van Palts-Zweibrücken bijgenaamd de Hinkende (26 november 1462 - Zweibrücken, 21 oktober 1514) was van 1489 tot aan zijn dood hertog van Palts-Zweibrücken en graaf van Veldenz. Hij behoorde tot het huis Palts-Zweibrücken.

## Levensloop
Alexander was de tweede zoon van hertog Lodewijk I van Palts-Zweibrücken en Johanna van Croÿ, dochter van Anton van Croÿ, graaf van Guînes en Porcéan. In zijn kindertijd leed hij aan de pokken, waaraan hij een verlamde voet overhield. In 1489 volgde hij samen met zijn oudere broer Kasper zijn vader op als hertog van Palts-Zweibrücken. In 1490 zette Alexander Kasper af, waarna die tot aan zijn dood in 1527 gevangenzet werd in de burcht van Veldenz.
In 1495 ging hij samen met zijn neef Anton van Croÿ, bisschop van Thérouanne, en zijn zwager Johan Lodewijk van Nassau-Saarbrücken op pelgrimstocht naar Palestina. Hij werd er tot ridder geslagen in de Orde van het Heilig Graf van Jeruzalem. Ook liet hij de Alexanderkerk van Zweibrücken bouwen.
Hoewel hij als zeer vroom beschouwd werd, benoemde hij steeds seculiere ambtenaren tot zijn kanseliers en raadgevers. Tijdens de Landshuter Successieoorlog veroverde hij, aangemoedigd door keizer Maximiliaan I, verschillende kloosters en liet hij hen brandschattingen betalen. Toen er in 1505 vrede gesloten werd, werd bij deze gelegenheid ook een erfverbroederingsverdrag gesloten met de Keurpalts. Hierbij gaf Alexander het ambt Landeck terug en beëindigde hij zijn erfaanspraken op de linie Palts-Mosbach-Neumarkt. In de plaats kreeg hij het ambt Kleeburg en het aandeel van de Keurpalts op het ambt Guttenberg toegewezen.
Alexander stierf op 52-jarige leeftijd.

## Huwelijk en nakomelingen
In 1499 huwde Alexander in Zweibrücken met Margaretha van Hohenlohe-Neuenstein (1480-1522), dochter van graaf Karel VI. Ze kregen zes kinderen:
- Johanna (1499-1537), zuster in het Sint-Agnesklooster van Trier
- Lodewijk II (1502-1532), hertog van Palts-Zweibrücken
- George (1503-1537), kanunnik in Trier
- Ruprecht (1506-1544), vorst van Palts-Veldenz
- Margaretha (1509-1522), zuster in het Mariënbergklooster in Boppard
- Catharina (1510-1542), werd eerst zuster in het Mariënbergklooster en huwde daarna in 1540 met graaf Otto IV van Rietberg

## Voorouders
| Voorouders van Alexander van Palts-Zweibrücken (1462-1514) | Voorouders van Alexander van Palts-Zweibrücken (1462-1514)                      | Voorouders van Alexander van Palts-Zweibrücken (1462-1514)                      | Voorouders van Alexander van Palts-Zweibrücken (1462-1514)                      | Voorouders van Alexander van Palts-Zweibrücken (1462-1514)                      | Voorouders van Alexander van Palts-Zweibrücken (1462-1514)                    | Voorouders van Alexander van Palts-Zweibrücken (1462-1514)                    | Voorouders van Alexander van Palts-Zweibrücken (1462-1514)                    | Voorouders van Alexander van Palts-Zweibrücken (1462-1514)                    |
| ---------------------------------------------------------- | ------------------------------------------------------------------------------- | ------------------------------------------------------------------------------- | ------------------------------------------------------------------------------- | ------------------------------------------------------------------------------- | ----------------------------------------------------------------------------- | ----------------------------------------------------------------------------- | ----------------------------------------------------------------------------- | ----------------------------------------------------------------------------- |
| Overgrootouders                                            | Ruprecht van de Palts (1352-1410) ∞ Elisabeth van Neurenberg (1358–1411)        | Ruprecht van de Palts (1352-1410) ∞ Elisabeth van Neurenberg (1358–1411)        | Frederik III van Veldenz (-1444) ∞ Margaretha van Nassau (1370-1427)            | Frederik III van Veldenz (-1444) ∞ Margaretha van Nassau (1370-1427)            | Jan I van Croÿ (1365-1415) ∞ Marguerite de Craon (ca. 1370–1420)              | Jan I van Croÿ (1365-1415) ∞ Marguerite de Craon (ca. 1370–1420)              | Anton van Vaudémont (1400-1458) ∞ Maria van Aumale (1416-1444)                | Anton van Vaudémont (1400-1458) ∞ Maria van Aumale (1416-1444)                |
| Grootouders                                                | Stefan van Palts-Simmern-Zweibrücken (1385-1459) ∞ Anna van Veldenz (1390-1439) | Stefan van Palts-Simmern-Zweibrücken (1385-1459) ∞ Anna van Veldenz (1390-1439) | Stefan van Palts-Simmern-Zweibrücken (1385-1459) ∞ Anna van Veldenz (1390-1439) | Stefan van Palts-Simmern-Zweibrücken (1385-1459) ∞ Anna van Veldenz (1390-1439) | Anton van Croÿ (1385-1475) ∞ Margaretha van Lotharingen-Vaudémont (1398-1476) | Anton van Croÿ (1385-1475) ∞ Margaretha van Lotharingen-Vaudémont (1398-1476) | Anton van Croÿ (1385-1475) ∞ Margaretha van Lotharingen-Vaudémont (1398-1476) | Anton van Croÿ (1385-1475) ∞ Margaretha van Lotharingen-Vaudémont (1398-1476) |
| Ouders                                                     | Lodewijk I van Palts-Zweibrücken (1424-1489) ∞ Johanna van Croÿ (1435-1504)     | Lodewijk I van Palts-Zweibrücken (1424-1489) ∞ Johanna van Croÿ (1435-1504)     | Lodewijk I van Palts-Zweibrücken (1424-1489) ∞ Johanna van Croÿ (1435-1504)     | Lodewijk I van Palts-Zweibrücken (1424-1489) ∞ Johanna van Croÿ (1435-1504)     | Lodewijk I van Palts-Zweibrücken (1424-1489) ∞ Johanna van Croÿ (1435-1504)   | Lodewijk I van Palts-Zweibrücken (1424-1489) ∞ Johanna van Croÿ (1435-1504)   | Lodewijk I van Palts-Zweibrücken (1424-1489) ∞ Johanna van Croÿ (1435-1504)   | Lodewijk I van Palts-Zweibrücken (1424-1489) ∞ Johanna van Croÿ (1435-1504)   |